# Episodi di Chicago Fire (terza stagione)
La terza stagione della serie televisiva Chicago Fire è stata trasmessa sul canale statunitense NBC dal 23 settembre 2014 al 12 maggio 2015.
In lingua italiana, la stagione ha debuttato in prima visione in chiaro in Svizzera su RSI LA2 il 30 agosto 2015; l'emittente elvetica ha trasmesso gli episodi dall'1 al 19 in prima visione assoluta in italiano.
In Italia, la stagione è stata trasmessa dal 25 settembre al 4 dicembre 2015 da Premium Action, canale a pagamento della piattaforma Mediaset Premium; a partire dal 20º episodio Premium Action la trasmette in prima visione assoluta in lingua italiana.
In chiaro, la stagione è andata in onda su Italia 1 dal 5 luglio 2016.
| nº | Titolo originale                     | Titolo italiano            | Prima TV USA      | Prima TV in italiano |
| -- | ------------------------------------ | -------------------------- | ----------------- | -------------------- |
| 1  | Always                               | Sempre                     | 23 settembre 2014 | 30 agosto 2015       |
| 2  | Wow Me                               | Sorprendimi                | 30 settembre 2014 | 30 agosto 2015       |
| 3  | Just Drive the Truck                 | Incrocio maledetto         | 7 ottobre 2014    | 6 settembre 2015     |
| 4  | Apologies Are Dangerous              | Scusarsi è pericoloso      | 14 ottobre 2014   | 6 settembre 2015     |
| 5  | The Nuclear Option                   | Il richiamo della famiglia | 21 ottobre 2014   | 20 settembre 2015    |
| 6  | Madmen and Fools                     | Soluzione a sorpresa       | 28 ottobre 2014   | 20 settembre 2015    |
| 7  | Nobody Touches Anything              | Nessuno tocchi niente      | 11 novembre 2014  | 27 settembre 2015    |
| 8  | Chopper                              | L'elicottero               | 18 novembre 2014  | 4 ottobre 2015       |
| 9  | Arrest in Transit                    | Relazioni difficili        | 25 novembre 2014  | 4 ottobre 2015       |
| 10 | Santa Bites                          | Tradizioni                 | 2 dicembre 2014   | 11 ottobre 2015      |
| 11 | Let Him Die                          | Lascialo morire            | 6 gennaio 2015    | 11 ottobre 2015      |
| 12 | Ambush Predator                      | Il predatore               | 13 gennaio 2015   | 18 ottobre 2015      |
| 13 | Three Bells                          | Sorelle                    | 3 febbraio 2015   | 18 ottobre 2015      |
| 14 | Call It Paradise                     | Paradiso                   | 10 febbraio 2015  | 25 ottobre 2015      |
| 15 | Headlong Towards Disaster            | Dritti verso il disastro   | 17 febbraio 2015  | 1º novembre 2015     |
| 16 | Red Rag the Bull                     | Un drappo rosso            | 3 marzo 2015      | 8 novembre 2015      |
| 17 | Forgive You Anything                 | Ti perdono tutto           | 10 marzo 2015     | 8 novembre 2015      |
| 18 | Forgiving, Relentless, Unconditional | Incondizionatamente        | 17 marzo 2015     | 22 novembre 2015     |
| 19 | I am the Apocalypse                  | Io sono l'apocalisse       | 7 aprile 2015     | 22 novembre 2015     |
| 20 | You Know Where to Find Me            | Sai dove trovarmi          | 21 aprile 2015    | 27 novembre 2015     |
| 21 | We Called Her Jellybean              | Caramellina                | 28 aprile 2015    | 4 dicembre 2015      |
| 22 | Category 5                           | L'infiltrato               | 5 maggio 2015     | 4 dicembre 2015      |
| 23 | Spartacus                            | Spartaco                   | 12 maggio 2015    | 4 dicembre 2015      |

## Sempre
- Titolo originale: Always
- Diretto da: Joe Chappelle
- Scritto da: Michael Brandt, Derek Haas

### Trama
Boden costringe i membri della Caserma 51 a tirarsi indietro in seguito ad una forte esplosione nell'edificio, dove Shay resta uccisa dal crollo di una trave del tetto. Mentre Severide scompare per una settimana di troppo, Casey cerca di rintracciarlo. Nel frattempo Newhouse porta una notizia inaspettata riguardo a un parente di Mills, mentre Herrmann e Otis studiano un nuovo piano per il Molly.

## Sorprendimi
- Titolo originale: Wow Me
- Diretto da: Tom Dicillo
- Scritto da: Michael Brandt, Derek Haas

### Trama
Severide ritorna alla Caserma 51, ma non è ancora in sé a causa della morte di Shay. Dawson comincia il conto alla rovescia delle settimane che gli restano prima di iniziare il suo lavoro da candidato vigile del fuoco nella Caserma di Austin. Nel frattempo Mills scopre di più sulla famiglia di suo padre, mentre Hermann cerca dei potenziali investitori per il Molly affinché trovino una nuova idea per far salire i profitti del locale. La folle idea di sfruttare il recente successo dello "street food" a Chicago fa emergere la possibilità di creare un furgoncino mobile chiamato Molly 2, che sfrutti il nascente franchise del Molly.
- Guest star: Sophia Bush (Detective Erin Lindsay), Laya Deleon Hayes (Naomi).
- Curiosità: Durante la presentazione del piano imprenditoriale del Molly, Mouch mostra un libro di Donald Trump su come realizzare un impero imprenditoriale.

## Incrocio maledetto
- Titolo originale: Just Drive the Truck
- Diretto da: Sanford Bookstaver
- Scritto da: Michael Brandt, Derek Haas, Michael Gilvary

### Trama
Il camion della Caserma 51 si scontra con il camion della Caserma di Austin, facendo salire la tensione tra le due Caserme. Tutti i pompieri della Caserma di Austin accusano Cruz per la sua guida spericolata; inoltre Cruz rischia di essere accusato di omicidio colposo.

## Scusarsi è pericoloso
- Titolo originale: Apologies Are Dangerous
- Diretto da: Steve Shill
- Scritto da: Michael Brandt, Derek Haas, Ryan Harris

### Trama
Dawson cerca di trovare un equilibrio con Casey nel suo primo giorno da candidato vigile del fuoco. Nel frattempo Mills medita su un futuro incerto; Severide combatte contro i suoi demoni; un ispettore della città fa una visita al Molly. Intanto Kelly si ritrova in una sparatoria su una metropolitana.

## Il richiamo della famiglia
- Titolo originale: The Nuclear Option
- Diretto da: Joe Chappelle
- Scritto da: Tim Talbott

### Trama
Casey è alle prese con le conseguenze dell'imminente divorzio di sua sorella Christie, scoprendo che lei e suo marito sono al verde; inoltre Jordan ha una relazione e ciò mette Casey in difficoltà su come dirlo a sua sorella. Dawson e Mills si abituano ai loro nuovi ruoli alla caserma 51, anche se dopo una chiamata, Hermann si rivolge a Boden chiedendogli se Dawson sia adatta come candidato. Nel frattempo lo staff del Molly non ha ancora trovato un modo efficace di espandere il proprio business alimentare. Altrove, Severide continua a bere per alleviare il suo dolore.

## Soluzione a sorpresa
- Titolo originale: Madmen and Fools
- Diretto da: Rod Holcomb
- Scritto da: Tiller Russell

### Trama
Brett prende a cuore il caso di una madre che rischia di vedersi portare via il figlio minorenne. Hermann aiuta Dawson a scoprire i segreti del mestiere e la differenza tra l'addestramento e il lavoro sul campo. Casey sta dando una mano a sua sorella a liberarsi dall'ex marito. Nel frattempo Severide decide di fare un viaggio a Las Vegas.

## Nessuno tocchi niente
- Titolo originale: Nobody Touches Anything
- Diretto da: Alex Chapple
- Scritto da: Dick Wolf e Jill Weinberger
- Teleplay di: Matt Olmstead e Jill Weinberger

### Trama
Severide torna da Las Vegas con una sconcertante novità. Brett si iscrive ad un corso di zumba tenuto da Cruz. Questi è terrorizzato all'idea che Brett possa raccontare il suo segreto, ma la ragazza lo tranquillizza. Durante il salvataggio di un uomo Severide decide di contattare il Sergente Voight e il Detective Lindsay per indagare sulla misteriosa valigetta che era caduta dalle mani dell'uomo stesso.
- Guest star: Jason Beghe (Detective Hank Voight).
- Questo episodio inizia un crossover triplo con Chicago P.D e Law & Order - Unità vittime speciali, che continua nell'episodio Pedofili e si conclude nell'episodio Sul mio cadavere.

## L'elicottero
- Titolo originale: Chopper
- Diretto da: Jann Turner
- Scritto da: Derek Haas e Michael A. O'Shea

### Trama
A causa di un devastante incidente provocato dallo schianto di un elicottero, il team è impegnato con una serie di ferimenti causati dai detriti che si sono sparsi per un intero quartiere. Nel bel mezzo del caos, Brett s'imbatte in una strana persona. Nel frattempo il segreto di Cruz viene svelato.

## Relazioni difficili
- Titolo originale: Arrest in Transit
- Diretto da: Jean de Segonzac
- Scritto da: Andrea Newman

### Trama
La relazione tra Dawson e Casey continua a incontrare momenti di tensione. Cruz si accorge di provare dei sentimenti romantici per Brett e decide di parlarne con lei. Mills salva il figlio di un boss mafioso dall'annegamento, ma lungo il tragitto in ambulanza le cose prendono una piega imprevista.

## Tradizioni
- Titolo originale: Santa Bites
- Diretto da: Holly Dale
- Scritto da: Michael Brandt e Derek Haas

### Trama
Casey e Dawson continuano a non trovare il giusto equilibrio tra vita privata e lavorativa. Donna ha le doglie in caserma e Boden la fa partorire sul camion dei pompieri, ma appena arrivano in ospedale il bambino inizia ad accusare delle gravi difficoltà respiratorie. Intanto Mills e Brett, dopo aver risposto ad una chiamata di emergenza, sembrano spariti nel nulla.

## Lascialo morire
- Titolo originale: Let Him Die
- Diretto da: Steve Shill
- Scritto da: Michael Gilvary

### Trama
La polizia e i vigili del fuoco della 51 sono alla ricerca di Mills e Brett. I due paramedici vengono salvati giusto in tempo. Il neonato del capo Boden si trova al pronto soccorso tra la vita e la morte. Intanto la storia tra Dawson e Casey arriva al capolinea.

## Il predatore
- Titolo originale: Ambush Predator
- Diretto da: Joe Chappelle
- Scritto da: Steve Chikerotis e Tiller Russell
- Teleplay di: Tiller Russell

### Trama
Il figlio di Boden viene finalmente dimesso dall'ospedale e il padre di Boden arriva improvvisamente per conoscere il nipote. La squadra interviene in un incidente e scopre che Il cappellano Orlovsky è coinvolto. Casey decide di salvare per prima la donna alla guida dell'altro veicolo mettendo in grave pericolo la vita del cappellano. Dawson e Severide decidono di indagare più a fondo sull'incendio durante il quale ha perso la vita Shay.

## Sorelle
- Titolo originale: Three Bells
- Diretto da: Arthur W. Forney
- Scritto da: Jill Weinberger

### Trama
Severide comincia a costruire un caso sul piromane che ha ucciso Shay e si scopre che il sospettato potrebbe essere responsabile di ulteriori vittime. La sorella di Shay arriva in visita alla caserma 51
Questo episodio inizia un crossover con Chicago P.D., che si conclude nell'episodio "Il piromane".

## Paradiso
- Titolo originale: Call It Paradise
- Diretto da: Reza Tabrizi
- Scritto da: Matt Olmstead e Michael A. O'Shea

### Trama
È un giorno molto freddo a Chicago, e il server del 911 è fuori servizio. Dawson trova una neonata in una scatola di cartone. Una donna si fa avanti affermando di essere la madre della bimba, ma presto si scopre che non è così e che la piccola è in realtà vittima di rapimento.

## Dritti verso il disastro
- Titolo originale: Headlong Toward Disaster
- Diretto da: Joe Chappelle
- Scritto da: Michael Gilvary

### Trama
Dopo la morte di suo padre, Boden si prende un periodo di congedo. Al suo posto viene mandato Pat Pridgen, che dimostra subito di non essere all'altezza della situazione. Alla 51 arriva anche Welch per sostituire Newhouse.

## Un drappo rosso
- Titolo originale: Red Rag the Bull
- Diretto da: Sanford Bookstaver
- Scritto da: Tiller Russell

### Trama
La caserma 51 è sotto indagine per via di un incidente occorso durante una chiamata e il capo Pridgen non esita a dare la colpa a Casey.

## Ti perdono tutto
- Titolo originale: Forgive You Anything
- Diretto da: Reza Tabrizi
- Scritto da: Dick Wolf e Matt Olmstead
- Teleplay di: Andrea Newman

### Trama
Severide aiuta una vecchia conoscenza a ritornare alla caserma mentre Mills lotta per la sua posizione nella squadra. Casey, invece, si propone per un lavoro di ristrutturazione di un locale di strip tease. Intanto, Brett ha dei dubbi sulla sua relazione con Cruz.

## Incondizionatamente
- Titolo originale: Forgiving, Relentless, Unconditional
- Diretto da: Karyn Kusama
- Scritto da: Michael A. O'Shea e Jill Weinberger

### Trama
La 51 riceve una chiamata per un appartamento in fiamme con un bambino in condizioni critiche e sembra che la colpa sia del padre della creatura.

## Io sono l'apocalisse
- Titolo originale: I Am the Apocalypse
- Diretto da: Joe Chappelle
- Scritto da: Dick Wolf e Matt Olmstead
- Teleplay di: Michael Brandt e Derek Haas

### Trama
I vigili del fuoco della caserma 51 accompagnano in ospedale alcune vittime intossicate dall'ammoniaca. Mentre alcuni di loro si trovano all'interno, un terrorista che si dichiara affetto da un virus più terribile dell'ebola si fa esplodere con una granata. Severide rimane gravemente ferito dall'esplosione.
- Da questo episodio nasce Chicago Med secondo spin-off della serie, trasmessa dal 17 novembre dello stesso anno.

## Sai dove trovarmi
- Titolo originale: You Know Where to Find Me
- Diretto da: Jean de Segonzac
- Scritto da: Michael Gilvary

### Trama
Data la mancanza di Severide, Mills rientra in squadra ma subito dopo decide di lasciare i vigili del fuoco e trasferirsi in North Carolina per aiutare la madre e la sorella a riaprire il ristorante ereditato dal nonno. Intanto Hermann, Otis e Cruz preparano la squadra dei Wolverines per la finale del campionato.
- Guest star: Izabella Miko (Katya Antov).

## Caramellina
- Titolo originale: We Called Her Jellybean
- Diretto da: Joe Chappelle
- Scritto da: Matt Olmstead e Tiller Russell
- Teleplay di: Tiller Russell

### Trama
Dawson salva un uomo da un incendio, che poi si scopre essere stato appiccato da uno stupratore per nascondere la violenza perpetrata ai danni di un'infermiera del Chicago Med. Nel frattempo sempre più persone si convincono che il nuovo componente della squadra di Severide sia disonesto.
- Guest star: Jason Beghe (Detective Hank Voight), Izabella Miko (Katya Antov).
- Questo episodio inizia un crossover con Chicago P.D e Law & Order - Unità vittime speciali, che continua nell'episodio "Casi collegati" e si conclude nell'episodio "Il sognatore".

## L'infiltrato
- Titolo originale: Category 5
- Diretto da: Dan Lerner
- Scritto da: Andrea Newman

### Trama
Otis continua ad accusare Scott, alimentando la tensione nel team. Nel frattempo Casey si ritrova costretto a cedere alla richiesta del sergente Voight di fare da infiltrato per smascherare i traffici illeciti di Nesbitt, coinvolto, a quanto pare, in un traffico di donne dell'Est Europa.
- Guest star: Jason Beghe (Detective Hank Voight), Izabella Miko (Katya Antov).

## Spartaco
- Titolo originale: Spartacus
- Diretto da: Michael Brandt
- Scritto da: Michael Brandt e Derek Haas

### Trama
C'è tensione tra gli uomini della caserma 51. Otis accusa Rice di essere un vigliacco e mette i compagni del camion in conflitto con i colleghi della squadra. Severide inizialmente difende l'amico Rice ma poi, davanti all'evidenza dei fatti, è costretto a fare rapporto al comandante Boden. Cruz riceve buone notizie: ha completato l’addestramento per entrar a far parte della Squadra 3 di Severide. Casey continua a lavorare sotto copertura ma le cose si mettono male e mentre Catya, una delle ragazze del Club, confida a Matt di aver nascosto un taccuino con tutte le informazioni, entrano i sicari e la uccidono. Dawson intanto fa un test di gravidanza e dopo aver letto il risultato va a casa di Matt trovando solamente la ragazza in un lago di sangue.
- Guest star: Jason Beghe (Detective Hank Voight), Izabella Miko (Katya Antov).